# Мартин, Дарнелл
Дарнелл Мартин (англ. Darnell Martin род. 7 января 1964) — американский режиссёр кино и телевидения, сценарист и продюсер.
Она выступила режиссёром таких фильмов как «Песни в тюрьме», «Их глаза видели Бога», «Кадиллак Рекордс», «Потерянный Валентин» и других. Она была режиссёром многих известный сериалов, в том числе «Закон и порядок», «Анатомия страсти» и т. д.